# كاونت دانتي
كاونت دانتي (بالإنجليزية: Count Dante)‏ هو لاعب كاراتيه أمريكي، ولد في 2 فبراير 1939 في شيكاغو في الولايات المتحدة، وتوفي في 25 مايو 1975 بسبب قرحة جلدية.